# Episodi di Archer (nona stagione)
La nona stagione della serie animata Archer, dal titolo Archer Danger Island, composta da 8 episodi, è andata in onda sul canale televisivo FXX, dal 25 aprile al 13 giugno 2018. 
In Italia la stagione è stata resa interamente disponibile il 18 luglio 2018, dal servizio di video on demand Netflix.
| nº | Codice di produzione | Titolo originale                                                                      | Titolo italiano                                           | Prima TV USA   | Pubblicazione Italia |
| -- | -------------------- | ------------------------------------------------------------------------------------- | --------------------------------------------------------- | -------------- | -------------------- |
| 1  | XAR09001             | Archer: Danger Island - Strange Pilot                                                 | Uno strano pilota                                         | 25 aprile 2018 | 18 luglio 2018       |
| 2  | XAR09002             | Archer: Danger Island - Disheartening Situation                                       | Una situazione demoralizzante                             | 2 maggio 2018  | 18 luglio 2018       |
| 3  | XAR09003             | Archer: Danger Island - Different Modes of Preparing the Fruit                        | Diversi modi di preparare la frutta                       | 9 maggio 2018  | 18 luglio 2018       |
| 4  | XAR09004             | Archer: Danger Island - A Warrior in Costume                                          | Un guerriero in costume                                   | 16 maggio 2018 | 18 luglio 2018       |
| 5  | XAR09005             | Archer: Danger Island - Strange Doings in the Taboo Groves                            | Strane attività nella giungla sacra                       | 23 maggio 2018 | 18 luglio 2018       |
| 6  | XAR09006             | Archer: Danger Island - Some Remarks on Cannibalism                                   | Alcune osservazioni sul cannibalismo                      | 30 maggio 2018 | 18 luglio 2018       |
| 7  | XAR09007             | Archer: Danger Island - Comparative Wickedness of Civilized and Unenlightened Peoples | Perfidia comparata di popoli civilizzati e non illuminati | 6 giugno 2018  | 18 luglio 2018       |
| 8  | XAR09008             | Archer: Danger Island - A Discovery                                                   | Una scoperta                                              | 13 giugno 2018 | 18 luglio 2018       |

## Uno strano pilota
- Titolo originale: Archer: Danger Island - Strange Pilot
- Scritto da: Adam Reed

### Trama
Archer, ancora in coma come nella precedente stagione, questa volta immagina se stesso come un pilota di aeroplani che lavora nella remota isola di Mitimotu, alle dipendenze di sua madre Malory, proprietaria dell'unico hotel dell'isola. Qui Archer passa la notte con Charlotte Stratton, la quale stava trascorrendo sull'isola la luna di miele col marito Whitney Stratton IV.
- Guest star: Jon Daly (Whitney Stratton IV).
- Ascolti USA: telespettatori 514.000[5].

## Una situazione demoralizzante
- Titolo originale: Archer: Danger Island - Disheartening Situation
- Scritto da: Adam Reed

### Trama
Dopo un malfunzionamento di Loose Goose (l'aeroplano di Archer), Pam, Fuchs, Crackers e la principessa Lanaluakalani sono costretti a lanciarsi col paracadute in mezzo alla pericolosa foresta, mentre Archer si trova obbligato a tentare un atterraggio d'emergenza.
- Ascolti USA: telespettatori 435.000[6].

## Diversi modi di preparare la frutta
- Titolo originale: Archer: Danger Island - Different Modes of Preparing the Fruit
- Scritto da: Adam Reed

### Trama
Con l'aereo ormai distrutto, dopo l'ultimo atterraggio disastroso, Sterling e la sua copilota Pam sono costretti a cercare un nuovo modo di fare soldi, dopo l'ultimatum di Malory.
- Ascolti USA: telespettatori 362.000[7].

## Un guerriero in costume
- Titolo originale: Archer: Danger Island - A Warrior in Costume
- Scritto da: Adam Reed

### Trama
Mentre Pam annuncia ad Archer le nuove modifiche all'aereo, da lui non gradite per niente, giunge a Mitimotu Ziegler, un pilota nazista, acerrimo rivale di Archer.
- Guest star: Flula Borg (Ziegler).
- Ascolti USA: telespettatori 412.000[8].

## Strane attività nella giungla sacra
- Titolo originale: Archer: Danger Island - Strange Doings in the Taboo Groves
- Scritto da: Adam Reed e Mike Arnold

### Trama
Archer e Pam, alla ricerca dell'idolo sacro, rimangono intrappolati nelle sabbie mobili. Intanto sono sulle tracce dell'idolo anche Siegbert Fuchs con i suoi soldati nazisti e il gruppo composto da Malory, Charlotte, il capitano Reynaud, la principessa Lanaluakalani e Crackers.
- Ascolti USA: telespettatori 328.000[9].

## Alcune osservazioni sul cannibalismo
- Titolo originale: Archer: Danger Island - Some Remarks on Cannibalism
- Scritto da: Adam Reed

### Trama
Mentre Malory è, a suo malgrado, alla ricerca di suo figlio, quest'ultimo, insieme all'amica Pam, è alle prese con gli indigeni cannibali che li hanno catturati. Qui i due conoscono Noah, un antropologo che studia e vive con gli indigeni e comprende la loro lingua.
- Guest star: David Cross (Noah).
- Ascolti USA: telespettatori 368.000[10].

## Perfidia comparata di popoli civilizzati e non illuminati
- Titolo originale: Archer: Danger Island - Comparative Wickedness of Civilized and Unenlightened Peoples
- Scritto da: Adam Reed

### Trama
Archer, Pam e i loro amici fanno fronte comune con gli indigeni, per opporsi a Siegbert Fuchs e ai suoi soldati nazisti.
- Guest star: David Cross (Noah).
- Ascolti USA: telespettatori 289.000[11].

## Una scoperta
- Titolo originale: Archer: Danger Island - A Discovery
- Scritto da: Adam Reed

### Trama
Archer e il suo gruppo, dopo aver sconfitto i nazisti, si mettono alla ricerca dell'idolo, sfidando i pericoli del tempio in cui è nascosto. Sulle loro tracce c'è però un redivivo Fuchs, a bordo di un esoscheletro metallico.
- Guest star: David Cross (Noah).
- Ascolti USA: telespettatori 351.000[12].